# Brad Goode
Brad Goode (* 10. Oktober 1963 in Chicago) ist ein US-amerikanischer Jazztrompeter (auch Flügelhorn, Kontrabass, Schlagzeug, Keyboards) und Hochschullehrer.

## Leben
Brad Goode hatte mit vier Jahren Geigenunterricht, wechselte dann zur Gitarre und schließlich zum Kornett. Während der Highschoolzeit hatte er als Bassist und Trompeter erste professionelle Auftritte. Er studierte bei dem Trompeter Vince DiMartino an der University of Kentucky, anschließend Bass bei Larry Gray in Chicago an der DePaul University, wo er 1987 den Master erwarb. Ab Mitte der 1980er Jahre trat er im Jazzclub Green Mill auf. Von 1986 bis 1998 leitete er in Chicago eigene Formationen, u. a. mit Von Freeman; außerdem spielte er mit Rosemary Clooney, Red Rodney, Jack DeJohnette, Al Cohn, Curtis Fuller, Eddie Harris, Ira Sullivan und Frank Morgan. Er unterrichtete u. a. am American Conservatory of Music, dem Cuyahoga Community College, am University of Cincinnati College Conservatory of Music und an der University of Colorado at Boulder, wo er gegenwärtig als Associate Professor lehrt. 1989 legte er sein am Post-Bop orientiertes Debütalbum Shock of the New  bei Delmark Records vor, gefolgt von Produktionen für Label wie Steeplechase und Origin Records (Polytonal Big Band: The Snake Charmer). Im Bereich des Jazz wirkte Goode zwischen 1988 und 2010 bei 27 Aufnahmesessions mit.